# سوتیون
سوتیون اسکندری (به یونانی: Σωτίων) زندگی‌نامه نویس و تاریخ‌نگار فلسفه (به انگلیسی: Doxographer) قرن سوم پیش از میلاد می‌باشد که آثار او یکی از مهم‌ترین منابع دیوگنس لائرتیوس بود. دیوگنس لائرتیوس از او به عنوان اولین تاریخ‌نگار فلسفه نامبرده است. وی نویسنده کتاب (به انگلیسی: Successions of Philosophers) یا سلسله و توالی فلاسفه است که دربارهٔ مکتب‌های یونانی و تأثیر آن‌ها بر روی هم سخن می‌گوید.